# キャピトル・フィルムズ
キャピトル・フィルムズ(Capitol Films) は、かつて存在したイギリスの映画製作・配給会社。
55の映画の制作に携わっており、代表作として『グッドマン・イン・アフリカ』、『死と処女』『オスカー・ワイルド』、『ゴスフォード・パーク』、『ラッキーナンバー7』、『トラブル IN ベガス』などが挙げられる。
1989年設立。
2006年1月、興行主にして映画プロデューサーのデヴィッド・バーグスタイン率いるアメリカン・モビウス・ピクチャーズに売却され、キャピトル・フィルムズは彼の所有するペガサス・スタジオの拠点として機能するようになった。
2010年初頭、バーグスタインはイギリス法人の取締役を解任され、キャピトル・フィルムズは管財人による財務管理下に置かれた。同年10月、キャピトル・フィルムズのアメリカ法人が倒産し、2年後の2012年1月には、 グループ全体の債権者がロサンゼルスの連邦倒産裁判所へバーグスタインが所有していた5つの会社の引き継ぎ及び負債の清算を申請した。